# Delegation (Psychologie)
Delegation stellt in der Familientherapie nach Helm Stierlin einen Auftrag seitens eines Elternteiles an das Kind dar, der den eigenen unbewussten Wünschen der Eltern entspricht. Bereits Horst-Eberhard Richter hatte 1962 das ähnliche Konzept der elterlichen Rollenvorschriften vorgelegt. Kinder übernehmen damit häufig die von den Eltern nicht ausgelebten und daher nicht gelösten Konflikte. Die Delegation stellt einen Abwehrvorgang dar und beruht insbesondere auf einer Externalisierung und Projektion. Sie soll der Selbstregulation des delegierenden Individuums dienen. Häufig, aber nicht immer, werden Kinder zu ehrgeizigem Verhalten angeregt. Die zwanghaften intrapsychischen Entwicklungsvorgänge beim Kind entsprechen oft institutionalisierten Zwangserscheinungen. Dies wurde auch als psychosoziales Arrangement bezeichnet.